# TV Tribuna (Santos)
TV Tribuna é uma emissora de televisão brasileira sediada em Santos, cidade do estado de São Paulo. Opera no canal 18 (19 UHF digital), e é afiliada a TV Globo. A emissora faz parte do Grupo Tribuna, que também detém o jornal A Tribuna, os classificados Primeiramão, e a Tri FM. Seus estúdios localizam-se no Tribuna Square, no Centro de Santos, e sua antena de transmissão está no Morro do Voturuá, em São Vicente.

## História
Em 7 de março de 1990, o presidente da república José Sarney outorgou a concessão do canal 18 UHF para o Sistema A Tribuna de Comunicação, através do decreto nº 99.509, publicado no Diário Oficial da União. Inicialmente prevista para entrar no ar em 1.º de dezembro de 1991, a emissora só foi fundada em 1.º de fevereiro de 1992, pelo proprietário do jornal A Tribuna, Roberto Mário Santini, tendo como afiliação a Rede Globo. Até então, o sinal da emissora chegava em Santos através de uma retransmissora da TV Globo São Paulo no canal 8 VHF.
Inicialmente, a emissora levava seu sinal para Santos e mais 8 municípios da Baixada Santista, tendo posteriormente expandido sua área de atuação para os municípios do Vale do Ribeira. Em 2 de janeiro de 2007, com a morte de Roberto Mário Santini, o comando da emissora e dos outros veículos do então Sistema A Tribuna de Comunicação passa a ser do seu filho, Roberto Clemente Santini.
Em março de 2016, a emissora transfere-se da sua antiga sede em São Vicente, o Edifício Ana Izabel Cabral, para um prédio anexo ao Tribuna Square, edifício comercial inaugurado em 2014 no Centro de Santos, onde passaram a funcionar suas novas instalações.

## Sinal digital
| Canal virtual | Canal digital | Resolução de tela | Programação                                 |
| ------------- | ------------- | ----------------- | ------------------------------------------- |
| 18.1          | 19 UHF        | 1080i             | Programação principal da TV Tribuna / Globo |

A emissora iniciou suas transmissões digitais em 30 de março de 2009, através do canal 19 UHF, sendo a primeira emissora da Baixada Santista a operar nesta tecnologia. A solenidade de inauguração do sinal digital foi transmitida ao vivo pelo Jornal da Tribuna 2ª edição, e contou com a presença do presidente da emissora, Roberto Clemente Santini, do ministro das comunicações Hélio Costa, do governador de São Paulo José Serra, e diretores da emissora e da Rede Globo. Desde 26 de dezembro de 2010, o jornalismo da emissora e os programas locais são captados e transmitidos em alta definição.
Transição para o sinal digital
Com base no decreto federal de transição das emissoras de TV brasileiras do sinal analógico para o digital, a TV Tribuna, bem como as outras emissoras de Santos, cessou suas transmissões pelo canal 18 UHF em 20 de dezembro de 2017, seguindo o cronograma oficial da ANATEL. A emissora cessou suas transmissões às 23h59, durante o intervalo do Profissão Repórter, onde foi exibido um boletim do Jornal da Tribuna com o repórter Rodrigo Nardelli, mostrando o switch-off a partir da central técnica da emissora.